# ده رجب (سردسير)
ده رجب (بالفارسية: ده رجب) هي قرية تقع في إيران في قسم سردسیر الريفي. يقدر عدد سكانها بـ 110 نسمة بحسب إحصاء 2016.